# Блонная
Блонная — деревня в Смоленском районе Смоленской области России. Входит в состав Лоинского сельского поселения. Население — 1 житель (2007 год). 
Расположена в западной части области в 39 км к северо-западу от Смоленска, в 7 км восточнее автодороги Р133 Смоленск — Невель, на берегу реки Каспля. В 30 км южнее деревни расположена железнодорожная станция О.п. 416-й км на линии Смоленск — Витебск. 

## История
В годы Великой Отечественной войны деревня была оккупирована гитлеровскими войсками в июле 1941 года, освобождена в сентябре 1943 года. 